# Франц Дорсенвіль
Франц Дорсенвіль (2 липня 1991) — гаїтянський плавець.
Учасник Олімпійських Ігор 2016 року, де в попередніх запливах на дистанції 50 метрів вільним стилем посів 85-те (останнє) місце і не потрапив до півфіналів.